# Pero disjuncta
Pero disjuncta är en fjärilsart som beskrevs av W. Warren 1906. Pero disjuncta ingår i släktet Pero och familjen mätare. Inga underarter finns listade i Catalogue of Life.